# Itapecerica
Itapecerica là một đô thị thuộc bang Minas Gerais, Brasil. Đô thị này có diện tích 1042,06 km², dân số năm 2007 là 21220 người, mật độ 19,7 người/km².